# John Mahoney
Charles John Mahoney (Blackpool, Inglaterra, 20 de junio de 1940-Chicago, 4 de febrero de 2018) fue un actor y comediante británicoestadounidense, famoso por interpretar a Martin Crane en Frasier.

## Biografía
De origen irlandés, creció en Mánchester. Más tarde, se mudó a Illinois y, enrolándose en el ejército, agilizó los trámites para obtener la ciudadanía estadounidense.

## Muerte
Mahoney murió en un hospital de Chicago el 4 de febrero de 2018, de complicaciones por cáncer de garganta, diagnosticado inicialmente en 2014. Según su amiga Anna Shapiro: «Su salud era frágil y se suponía que tenía que someterse a un procedimiento rutinario. Pero acababa de superar un cáncer de garganta en grado 3 y creo que estaba demasiado débil... Para cuando apareció  en la obra de teatro The Rembrandt estaba limpio de cáncer... Pero aparecieron otros problemas de salud y estaba demasiado debilitado».

## Filmografía seleccionada
- Flipped (2010)
- Dan en la vida real (2007)
- The Groomsmen (2006)
- Kronk's New Groove (voz, 2005)
- Atlantis: El regreso de Milo (voz, 2003)
- Atlantis: El imperio perdido (voz, 2001)
- El gigante de hierro (voz, 1999)
- Antz (voz, 1998)
- Las dos caras de la verdad (1996)
- The American President (1995)
- The Hudsucker Proxy (1994)
- Reality Bites (1994)
- En la línea de fuego (1993)
- The Human Factor (1992)
- Barton Fink (1991)
- The Image (1990)
- Say Anything... (1989)
- Frenético (1988)
- Hechizo de luna (1987)
- Sospechoso (1987)